# Mildred Harris
Mildred Harris   (Cheyenne, 29 de novembre de 1901 - Hollywood, 20 de juliol de 1944) va ser una actriu estatunidenca que inicià la seva carrera amb només onze anys i va aparèixer en diversos films de cinema mut durant la dècada de 1910 dins de les companyies de D. W. Griffith i Thomas H. Ince.
A partir dels anys 20 va aconseguir diversos papers protagonistes en films al costat d'Owen Moore o Conrad Nagel, entre d'altres, i va aparèixer al film de Frank Capra The Power of the Press amb Douglas Fairbanks, Jr. i Jobyna Ralston i a Melody of Love amb Walter Pidgeon. Amb la transició al cinema sonor va dedicar-se al burlesc, al vodevil i a la comèdia. Va tenir un notable èxit en els seus films No, No, Nanette (1930) i Movie Maniacs (1936). La seva carrera s'allarga fins a mitjans dels anys 40, quan va morir a causa d'una pneumònia.
Als 15 anys es va casar amb l'actor Charles Chaplin amb qui va tenir un fill que va morir amb només tres dies. Pocs anys després, el 1920, es van divorciar. Posteriorment es va casar amb Everett Terrence McGovern i amb el que havia estat el seu agent Bill Fleckenstein. Va ser interpretada per Milla Jovovich en el film de 1992 Chaplin.

## Filmografia
- Sense of Duty (1912)
- The Triumph of Right (1912)
- His Nemesis (1912)
- The Frontier Child (1912)
- The Post Telegrapher (1912)
- Borrowed Gold (1913)
- A Shadow of the Past (1913)
- Romance of Sunshine Valley (1913)
- Wheels of Destiny (1913)
- Way of a Mother (1913)
- A Child of War (1913)
- The Drummer of the 8th (1913)
- The Seal of Silence (1913)
- Grand-Dad (1913)
- Shadows of the Past (1914)
- Social Ghost (1914)
- Little Matchmakers (1914)
- O Mimi San (1914)
- The Courtship of O San (1914)
- Wolves of the Underworld (1914)
- The Colonel's Orderly (1914)
- A Frontier Mother (1914)
- Shadows of the Past (1914)
- When America Was Young (1914)
- His Majesty, the Scarecrow of Oz (1914)
- The Magic Cloak of Oz (1914)
- Little Soldier Man (1915)
- Little Lumberjack (1915)
- The Warrens of Virginia (1915)
- The Absentee (1915)
- Enoch Arden (1915)
- The Old Folks at Home (1916)
- Hoodoo Ann (1916)
- Intolerancie (1916)
- The Matrimaniac (1916)
- A Love Sublime (1917)
- Old Fashioned Young Man (1917)
- Golden Rule Kate (1917)
- The Bad Boy (1917) (1917)
- Cold Deck (1917)
- The Americano (1917)
- For Husbands Only (1918)
- Borrowed Clothes (1918)
- Cupid by Proxy (1918)
- Doctor and the Woman (1918)
- Home (1919)
- Woman in His House (1920)
- Polly of the Storm Country (1920)
- A Prince There Was (1921)
- Habit (1921)
- Fool's Paradise (1921)
- First Woman (1922)
- The Fog (1923)
- The Daring Years (1923)
- Stepping Lively (1924)
- Unmarried Wives (1924)
- Traffic in Hearts (1924)
- One Law for the Woman (1924)
- Shadow of the East (1924)
- By Divine Right (1924)
- The Desert Hawk (1924)
- In Fast Company (1924)
- My Neighbor's Wife (1925)
- Private Affairs (1925)
- The Unknown Lover (1925)
- Soiled (1925)
- Dressmaker from Paris (1925)
- Beyond the Border (1925)
- Easy Money (1925)
- The Fighting Cub (1925)
- Frivolous Sal (1925)
- The Iron Man (1925)
- Mama Behave (1926)
- The Mystery Club (1926)
- Wolf Hunters (1926)
- Self Starter (1926)
- Cruise of the Jasper B (1926)
- Dangerous Traffic (1926)
- The Isle of Retribution (1926)
- The Show Girl (1927)
- The Swell-Head (1927)
- Out of the Past (1927)
- One Hour of Love (1927)
- Wandering Girls (1927)
- She's My Baby (1927)
- The Adventurous Soul (1927)
- The Girl from Rio (1927)
- Burning Gold (1927)
- Husband Hunters (1927)
- Melody of Love (1928)
- Speed Classic (1928)
- Lingerie (1928)
- The Power of the Press (1928)
- The Heart of a Follies Girl (1928)
- Hearts of Men (1928)
- Side Street (1929)
- Sea Fury (1929)
- Melody Man (1930)
- No, No Nanette (1930)
- Never Too Late (1935)
- Lady Tubbs (1935)
- Movie Maniacs (1936)
- Great Guy (1936)
- Reap the Wild Wind (1942)
- Holiday Inn (1942)
- The Story of Dr. Wassell (1944)
- Hail the Conquering Hero (1944)
- Having a Wondeful Crime (1945)